# نیو بوستون (تگزاس)
نیو بوستون، تگزاس(به انگلیسی: New Boston, Texas) شهری در ایالت تگزاس از ایالات جنوبی ایالات متحده آمریکا است. در سرشماری سال ۲۰۰۰، جمعیت این شهر ۴۸۰۸ نفر اعلام شد.